# Mid-Atlantic Regional Spaceport

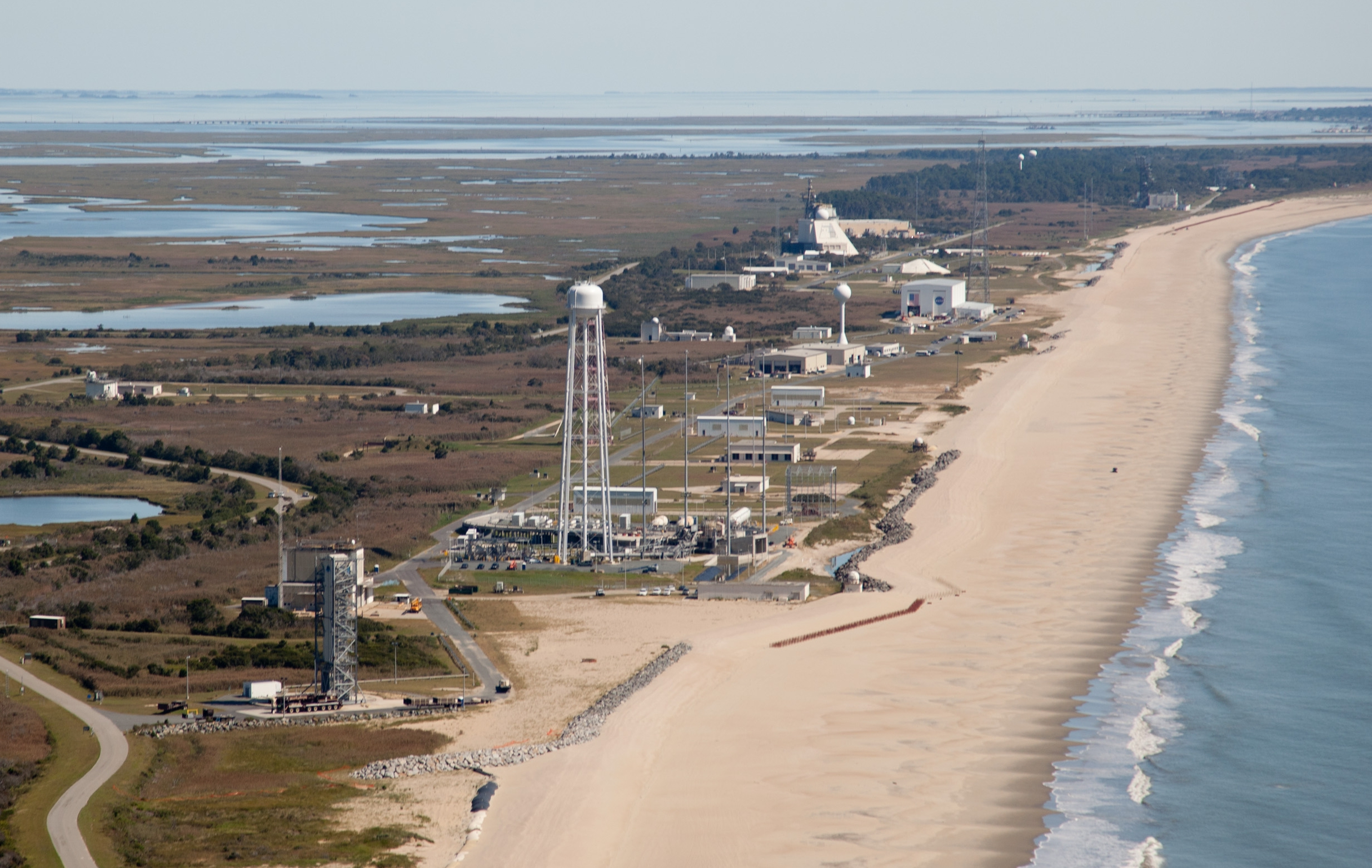
Il Mid-Atlantic Regional Spaceport e, nello sfondo, il Wallops Flight Facility della NASA nel settembre 2012

Il Mid-Atlantic Regional Spaceport (MARS) è una struttura di lancio spaziale commerciale situata all'estremità meridionale del Wallops Flight Facility della NASA sull'isola di Wallops, appena ad est della penisola di Delmarva e a sud di Chincoteague, in Virginia, Stati Uniti d'America.

## Storia
Nel 1995 l'Assemblea Generale del Commonwealth della Virginia creò la Virginia Commercial Space Flight Authority (VCSFA), nota anche come Virginia Space, per promuovere lo sviluppo dell'industria dei voli spaziali commerciali, lo sviluppo economico, la ricerca aerospaziale e l'educazione scientifica, tecnologica, ingegneristica e matematica (STEM) in tutto il Commonwealth. Nel 1997 Virginia Space stipulò un accordo Space Act Agreement con la NASA, che prevedeva l'utilizzo di terra sull'isola di Wallops della NASA per le rampe di lancio MARS. La Virginia Space chiese, e le venne concessa, una licenza FAA per i lanci in orbita. Questo portò alla creazione del Virginia Space Mid-Atlantic Regional Spaceport (MARS), situato nella parte meridionale dell'Isola Wallops della NASA. MARS è approvato per il lancio da 38° a 60° azimut, una posizione ideale per lanciare verso la Stazione spaziale internazionale (ISS).

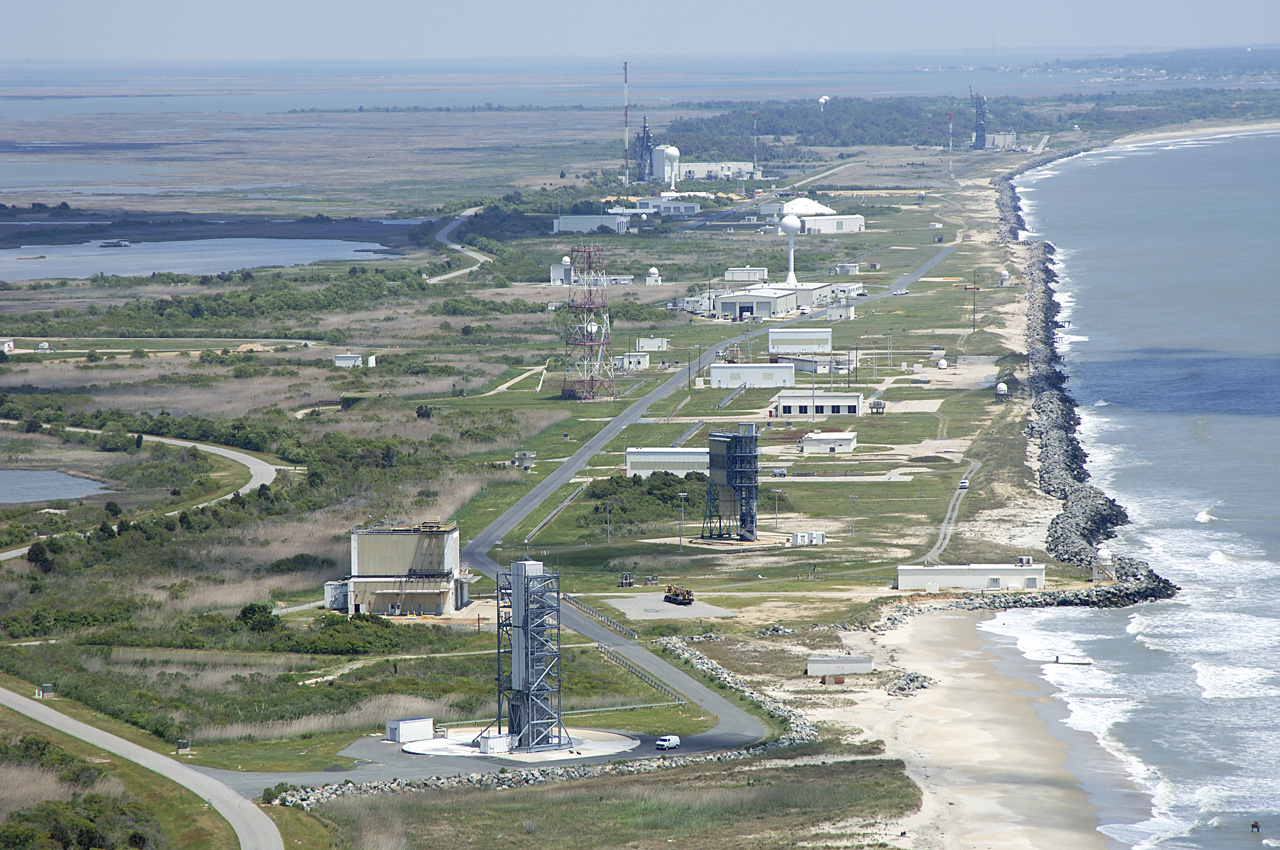
Il Mid-Atlantic Regional Spaceport nel 2006

Nel luglio 2003 i governatori Robert Ehrlich del Maryland e Mark Warner della Virginia firmarono un accordo, con il Segretario del commercio della Virginia e il Segretario del dipartimento del business e dello sviluppo economico del Maryland, per formare un gruppo di lavoro per lo sviluppo di un progetto e un piano di attuazione per il governo d'impresa, l'operatività e l'amministrazione congiunta dello spazioporto commerciale all'Isola di Wallops.
Nel 2007 la NASA scelse la società della Virginia Orbital Sciences Corporation (dal 2018 Northrop Grumman Innovation Systems) per partecipare al programma Commercial Orbital Transportation Services (COTS) e poi per un contratto Commercial Resupply Services (CRS) al fine di costruire e collaudare un nuovo lanciatore, l'Antares, per rifornire la Stazione spaziale internazionale (ISS). Il contratto CRS comprendeva otto missioni per il trasporto di circa 20000 kg di carico verso la ISS e lo smaltimento dei rifiuti. Questi lanci avvennero nella nuova rampa di lancio 0A di MARS.
Per la rampa 0B di MARS, VCSFA apportò delle modifiche e dei miglioramenti per lanciare la missione NASA Lunar Atmosphere and Dust Environment Explorer (LADEE) sulla Luna a metà del 2013 su un nuovo lanciatore, il Minotaur V. Sempre a metà 2013, l'Aviazione statunitense lanciò ORS-3 dalla rampa 0B di MARS.
MARS è uno dei pochi siti a cui è stata concessa la licenza dall'Ufficio di trasporto spaziale commerciale del FAA per il lancio in orbita. Inoltre, Virginia è sede del Langley Research Center (LARC) della NASA e National Reconnaissance Office (NRO), e come tale è destinatario di gran parte del bilancio federale per lo spazio.

## Strutture

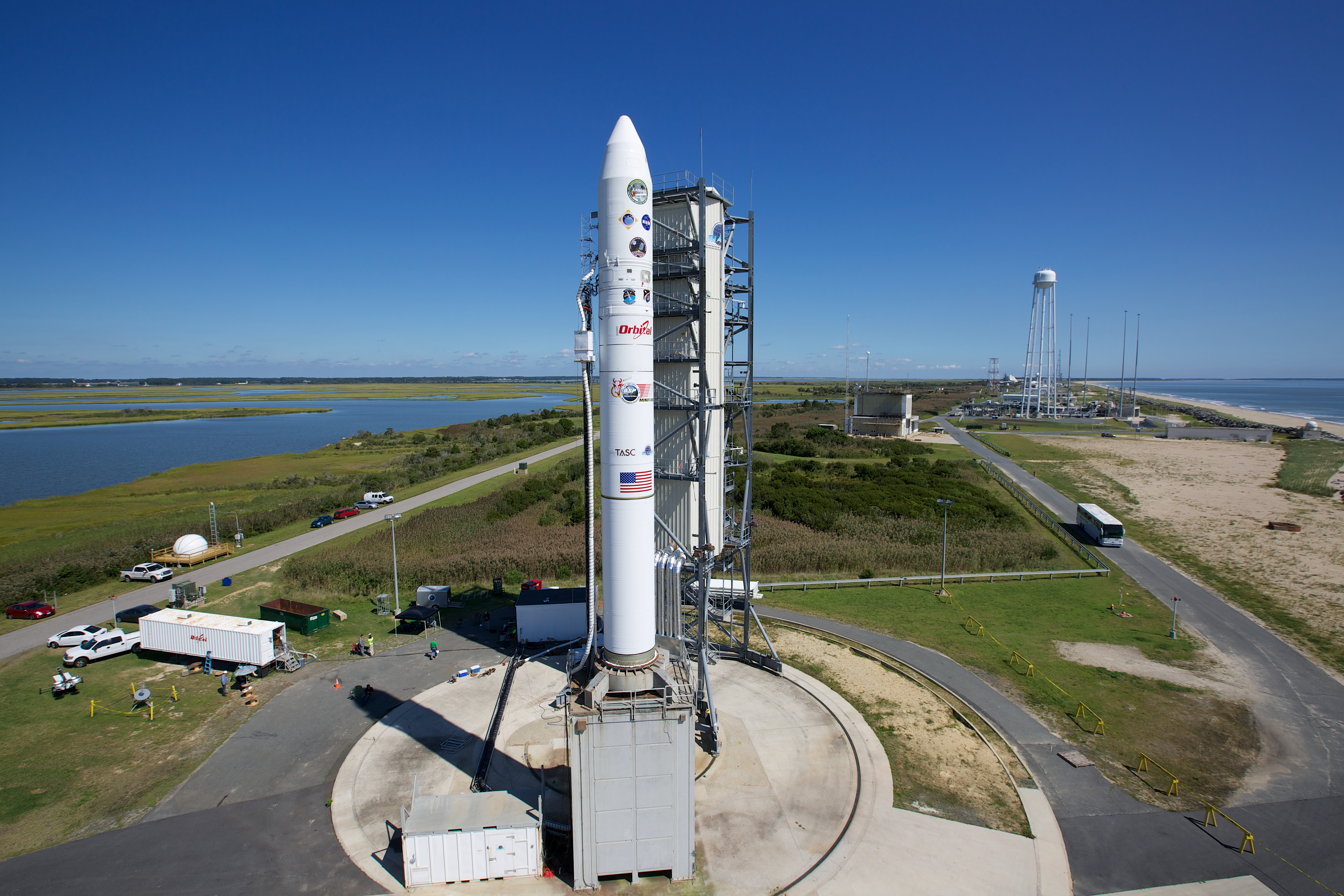
La rampa di lancio 0B con il lanciatore Minotaur V nel settembre 2013

Il Mid-Atlantic Regional Spaceport ha tre rampe di lancio attive: la rampa 0A, la rampa 0B e il Rocket Lab Launch Complex-2.

### Rampa di lancio 0A
La rampa di lancio 0A (Launch Pad 0A; LP-0A) venne costruita per il lancio del lanciatore Conestoga, il cui unico volo avvenne nel 1995. La rampa di lancio venne demolita nel settembre 2008, e poi ricostruita per essere utilizzata per il lanciatore Antares del Northrop Grumman Innovation Systems. Le modifiche della rampa per Antares includevano la costruzione di una struttura di integrazione orizzontale per l'integrazione lanciatore/carico utile, e di un trasportatore/erettore a ruote che doveva portare il lanciatore sulla rampa di lancio e posizionarlo verticalmente circa 24 ore prima del lancio.
L'impianto subì danni significativi durante il fallimento del lancio Antares del 28 ottobre 2014. Le stime preliminari per la ricostruzione della rampa indicavano che il costo doveva aggirarsi sui 20 milioni di dollari.
Nel maggio 2015 tale stima venne rivista al ribasso a 13 milioni di dollari ed era previsto che le riparazioni sarebbero state completate entro settembre o ottobre 2015 con il lancio successivo previsto per marzo 2016.
Il 30 settembre 2015 venne annunciata la conclusione delle riparazioni sulla rampa 0A.

### Rampa di lancio 0B
La rampa di lancio 0B (Launch Pad 0B; LP-0B) divenne operativa nel 1999, e successivamente migliorata con la costruzione di una torre di servizio mobile, completata nel 2004.
È attiva e utilizzata per i lanciatori Minotaur.

### Rocket Lab Launch Complex-2
Nell'ottobre 2018 Rocket Lab annunciò di aver scelto MARS come suo secondo sito di lancio, chiamato Rocket Lab Launch Complex-2. L'azienda iniziò la costruzione nel febbraio 2019, insieme alla Virginia Commercial Space Flight Authority (Virginia Space). La rampa è situata presso il Mid-Atlantic Regional Spaceport (MARS) del Wallops Flight Facility della NASA. Il 12 dicembre 2019, Rocket Lab annunciò il completamento della costruzione del Launch Complex-2 e l'inizio dei lanci a partire da 10 mesi dopo, su una nuova rampa di lancio vicino alla rampa 0A. Il primo lancio è previsto per il terzo trimestre del 2020. In una conferenza stampa lo stesso giorno presso la Wallops Flight Facility, il USAF Space Test Program venne annunciato come primo cliente per il lanciatore Electron. La missione lancerà un unico micro-satellite di ricerca e sviluppo. Il nuovo complesso di lancio dispone anche di una struttura di integrazione.

## Cronologia dei lanci
| #  | Data (UTC)               | Veicolo        | Carico                | Rampa di lancio        | Risultato | Note                                                        |
| -- | ------------------------ | -------------- | --------------------- | ---------------------- | --------- | ----------------------------------------------------------- |
| 1  | 23 ottobre 1995, 22:02   | Conestoga 1620 | METEOR                | Rampa 0A               | Fallito   | L'unico tentativo di lancio orbitale del Conestoga.         |
| 2  | 16 dicembre 2006, 12:00  | Minotaur I     | TacSat-2 / GeneSat-1  | Rampa 0B               | Riuscito  | [ 13 ]                                                      |
| 3  | 24 aprile 2007, 06:48    | Minotaur I     | NFIRE                 | Rampa 0B               | Riuscito  | [ 13 ]                                                      |
| 4  | 22 agosto 2008, 09:10    | ALV X-1        | Hy-BoLT / SOAREX-VI   | Rampa 0B               | Fallito   | Lancio suborbitale.                                         |
| 5  | 19 maggio 2009, 23:55    | Minotaur I     | TacSat-3              | Rampa 0B               | Riuscito  |                                                             |
| 6  | 30 giugno 2011, 03:09    | Minotaur I     | USAF ORS-1 Satellite  | Rampa 0B               | Riuscito  |                                                             |
| 7  | 21 aprile 2013, 21:00    | Antares        | Cygnus Mass Simulator | Rampa 0A               | Riuscito  | [ 15 ]                                                      |
| 8  | 7 settembre 2013, 03:27  | Minotaur V     | LADEE                 | Rampa 0B               | Riuscito  |                                                             |
| 9  | 18 settembre 2013, 14:58 | Antares        | Cygnus Orb-D1         | Rampa 0A               | Riuscito  | COTS Demo Mission                                           |
| 10 | 20 novembre 2013, 01:15  | Minotaur I     | ORS 3 / STPSat3       | Rampa 0B               | Riuscito  |                                                             |
| 11 | 9 gennaio 2014, 18:07    | Antares        | Cygnus CRS Orb-1      | Rampa 0A               | Riuscito  | Prima missione operativa di Cygnus. Rifornimento della ISS. |
| 12 | 13 luglio 2014, 16:52    | Antares        | Cygnus CRS Orb-2      | Rampa 0A               | Riuscito  | Rifornimento della ISS.                                     |
| 13 | 28 ottobre 2014, 22:22   | Antares        | Cygnus CRS Orb-3      | Rampa 0A               | Fallito   | Rampa danneggiata dall'esplosione.                          |
| 14 | 17 ottobre 2016, 23:45   | Antares 230    | Cygnus CRS OA-5       | Rampa 0A (ricostruita) | Riuscito  | Rifornimento della ISS.                                     |
| 15 | 12 novembre 2017, 12:19  | Antares 230    | Cygnus CRS OA-8E      | Rampa 0A               | Riuscito  | Rifornimento della ISS                                      |
| 16 | 21 maggio 2018, 08:44    | Antares 230    | Cygnus CRS OA-9E      | Rampa 0A               | Riuscito  | Rifornimento della ISS                                      |
| 17 | 17 novembre 2018, 09:01  | Antares 230    | Cygnus NG-10          | Rampa 0A               | Riuscito  | Rifornimento della ISS                                      |
| 18 | 17 aprile 2019, 16:46    | Antares 230    | Cygnus NG-11          | Rampa 0A               | Riuscito  | Rifornimento della ISS                                      |
| 19 | 2 novembre 2019, 13:59   | Antares 230+   | Cygnus NG-12          | Rampa 0A               | Riuscito  | Rifornimento della ISS                                      |
| 20 | 15 febbraio 2020, 20:21  | Antares 230+   | Cygnus NG-13          | Rampa 0A               | Riuscito  | Rifornimento della ISS                                      |
| 21 | 15 luglio 2020, 13:46    | Minotaur IV    | NROL-129              | Rampa 0B               | Riuscito  | Carico classificato dell'NRO                                |
| 22 | 3 ottobre 2020, 01:16    | Antares 230+   | Cygnus NG-14          | Rampa 0A               | Riuscito  | Rifornimento della ISS                                      |
| 23 | 20 febbraio 2021, 17:36  | Antares 230+   | Cygnus NG-15          | Rampa 0A               | Riuscito  | Rifornimento della ISS                                      |
| 24 | 15 luglio 2021, 13:35    | Minotaur I     | NROL-111              | Rampa 0B               | Riuscito  | Carico classificato dell'NRO                                |
| 25 | 10 agosto 2021, 22:01    | Antares 230+   | Cygnus NG-16          | Rampa 0A               | Riuscito  | Rifornimento della ISS                                      |
| 26 | 19 febbraio 2022, 17:40  | Antares 230+   | Cygnus NG-17          | Rampa 0A               | Riuscito  | Rifornimento della ISS                                      |
| 27 | 7 novembre 2022, 10:32   | Antares 230+   | Cygnus NG-18          | Rampa 0A               | Riuscito  | Rifornimento della ISS                                      |
| 28 | 24 gennaio 2023, 23:00   | Electron       | HawkEye 360 6         | LC-2                   | Riuscito  |                                                             |
| 29 | 16 marzo 2023, 22:39     | Electron       | Capella-9 Capella-10  | LC-2                   | Riuscito  |                                                             |
| 30 | 18 June 2023, 01:25      | Electron       | HASTE: DYNAMO-A       | LC-2                   | Riuscito  |                                                             |
| 31 | 2 agosto 2023, 00:31     | Antares 230+   | Cygnus NG-19          | Rampa 0A               | Riuscito  | Rifornimento della ISS                                      |